# Sergio Órteman
Sergio Órteman, vollständiger Name Sergio Daniel Órteman Rodríguez, (* 29. September 1978 in Montevideo) ist ein uruguayischer Fußballspieler.

## Spielerkarriere

### Die Anfänge
Der je nach Quellenlage 1,80 m oder 1,81 m große Uruguayer Sergio Orteman begann seine Karriere in seiner Heimat bei Central Español. Dort spielte er bis 2001, ehe er zum paraguayischen Topteam Olimpia Asunción wechselte. Dort hatte er auch seine erfolgreichste Zeit als Spieler. Zunächst gelang 2002 der Gewinn der Copa Libertadores, die mit der europäischen Champions League vergleichbar ist, ehe 2003 auch noch die Recopa Sudamericana gewonnen wurde. Zwar war die Zeit bei Olimpia international sehr erfolgreich für ihn, jedoch konnte er in den drei Jahren in Paraguay keinen nationalen Titel erreichen.

### Südamerika
Anschließend wechselte Sergio Orteman 2004 in die argentinische Liga zu Independiente, absolvierte dort in drei Halbserien insgesamt 16 Ligaspiele (ein Tor), bevor er Argentinien in Richtung Mexiko verließ. An die Mexikaner war er für eine Saison ausgeliehen (16 Spiele, ein Tor), ehe er für ein halbes Jahr zu Independiente zurückkehrte und dort in der Apertura 2006 weitere 17 Ligaeinsätze (drei Tore) verbuchen konnte. Anfang 2007 wechselte er für €1,3 Mio. zum argentinischen Topteam Boca Juniors, bei dem er 13 Spiele (ein Tor) im Torneo Clausura 2007 bestritt. Auch war er Bestandteil der Mannschaft, die 2007 die Copa Libertadores gewann. Somit gelang ihm nach 2002 der zweite große Erfolg.

### Europa
Es folgte zur Saison 2007/08 zwei Leihgeschäfte der Boca Juniors. Zunächst war Orteman für die Hinrunde der Saison 2007/2008 an den türkischen Erstligaaufsteiger Istanbul Büyükşehir ausgeliehen (neun Spiele, ein Tor), für die Rückrunde an den spanischen Erstligisten Racing Santander (fünf Spiele, ein Tor).

### Rückkehr
Bei beiden konnte er sich nicht dauerhaft durchsetzen, so dass Boca Juniors ihn im Sommer 2008 an den brasilianischen Spitzenclub Grêmio Porto Alegre abgab. In seiner dortigen bis 2009 währenden Zeit kam er auf neun torlose Einsätze in der Brasileiro A. Zur Apertura 2009 schloss er sich dann dem montevideanischen Großklub Peñarol an, verbuchte dort 20 Saisoneinsätze in der Primera División und stand viermal in der Aufstellung der Aurinegros in der Liguilla Pre Libertadores. Sein Verein gewann in jener Spielzeit die uruguayische Meisterschaft. Zur Apertura 2010 zog es ihn aber erneut ins Ausland. 14 Spiele (ein Tor) absolvierte er in der Apertura 2010 für Querétaro FC in Mexiko. Für Apertura und Clausura des Jahres 2011 und Apertura 2012 kehrte er dann zu Olimpia Asunción zurück. In diesem Zeitraum absolvierte er 41 Spiele (5 Tore) in der Ersten Liga und feierte den Gewinn des Landesmeistertitels im Jahr 2011. Auch ein Treffer in sechs Copa-Libertadores-Begegnungen unter seiner Mitwirkung ist verzeichnet. Im Juni 2012 schloss sich Orteman dem paraguayischen Verein Club Guaraní an und unterzeichnete dort einen Einjahresvertrag. In der Clausura 2012 kam er auf 21 Einsätze in der Primera División, bei denen er zwei Tore schoss. In der Apertura 2013 bestritt er 15 Erstligapartien (drei Tore). Sodann wechselte er im Juli 2013 abermals zu Olimpia und unterschrieb für zwei Jahre. Bis zu seinem letzten Einsatz am 23. November 2013 lief bei seinem erneuten Engagement 18-mal in der Primera División auf (ein Tor).
Ende Dezember 2013 wechselte er erneut zum Club Atlético Peñarol. Für die Aurinegros absolvierte er sechs Ligaspiele (kein Tor) in der Clausura 2014 und drei Partien der Copa Libertadores 2014. In der Apertura 2014 sind sieben Erstligaeinsätze (ein Tor) und fünf Spiele (kein Tor) der Copa Sudamericana 2014 für ihn verzeichnet. Mitte Januar 2015 wechselte er zum paraguayischen Klub Sportivo San Lorenzo und absolvierte dort bislang (Stand: 12. Juli 2016) 18 Ligaspiele (ein Tor).

## Erfolge
- Copa Libertadores mit Olimpia Asunción: 2002
- Recopa Sudamericana mit Olimpia Asunción: 2003
- Copa Libertadores mit Boca Juniors: 2007
- Uruguayischer Meister: 2009/10
- Paraguayischer Meister: 2011